# West-Afrikaanse mul
De West-Afrikaanse mul (Pseudupeneus prayensis) is een straalvinnige vis uit de familie van zeebarbelen (Mullidae) en behoort derhalve tot de orde van baarsachtigen (Perciformes). De vis kan een lengte bereiken van 55 cm. 

## Leefomgeving
Pseudupeneus prayensis is een zoutwatervis. De vis prefereert een tropisch klimaat en leeft hoofdzakelijk in de Atlantische Oceaan. Bovendien komt Pseudupeneus prayensis voor in de Middellandse Zee. De diepteverspreiding is 10 tot 300 m onder het wateroppervlak. 

## Relatie tot de mens
Pseudupeneus prayensis is voor de visserij van aanzienlijk commercieel belang. In de hengelsport wordt er weinig op de vis gejaagd. 